# Coppa QVA
La Coppa QVA di pallavolo maschile è un torneo nazionale qatariota, organizzato dalla Federazione pallavolistica del Qatar.

## Storia
La Coppa QVA viene istituita nell'annata 2012-2013, con la prima edizione disputata nel 2012 e vede la vittoria dell'Al-Jaish Sport Club sull'Al-Rayyan Sports Club, col club che si conferma vincitore anche nell'edizione seguente, sconfiggendo l'Al-Sadd Sports Club. L'Al-Arabi Sports Club è il secondo club ad iscrivere il proprio nome nell'albo d'oro del torneo, sconfiggendo proprio l'Al-Jaish, che però si prende la rivincita un anno dopo, detronizzando il club rivale e vincendo il proprio terzo titolo.

## Albo d'oro
| Edizione      | Edizione    |  | Podio    | Podio                                     | Podio     |
| Anno          | Sede finale |  | Campione | Risultato                                 | Finalista |
| ------------- | ----------- |  | -------- | ----------------------------------------- | --------- |
| 2012 Dettagli | Doha        |  | Al-Jaish | 3 - 2 (25-21, 20-25, 22-25, 25-23, 15-13) | Al-Rayyan |
| 2013 Dettagli | Doha        |  | Al-Jaish | 3 - 0 (25-18, 25-20, 25-21)               | Al-Sadd   |
| 2014 Dettagli | Doha        |  | Al-Arabi | 3 - 1 (27-25, 25-20, 19-25, 25-27, 15-13) | Al-Jaish  |
| 2015 Dettagli | Doha        |  | Al-Jaish | 3 - 1 (23-25, 25-22, 25-16, 25-18)        | Al-Arabi  |
| 2016 Dettagli | Doha        |  | Al-Arabi | 3 - 1 (21-25, 25-22, 25-17, 25-23)        | Al-Jaish  |

## Palmarès
| Squadre  | Titoli | Stagioni         |
| -------- | ------ | ---------------- |
| Al-Jaish | 3      | 2012, 2013, 2015 |
| Al-Arabi | 2      | 2014, 2016       |